# Малиновский сельсовет (Ачинский район)
Мали́новский сельсове́т — муниципальное образование (сельское поселение) в Ачинском районе Красноярского края.
Административный центр — посёлок Малиновка.

## География
Малиновский сельсовет находится восточнее районного центра. Удалённость административного центра сельсовета — посёлка Малиновка от районного центра — города Ачинск составляет 5 км.

## История
Малиновский сельсовет наделён статусом сельского поселения в 2005 году.

## Население
| 2010  | 2012  | 2013  | 2014  | 2015  | 2016  | 2017  |
| ----- | ----- | ----- | ----- | ----- | ----- | ----- |
| 2824  | ↗2878 | ↗2900 | ↘2876 | →2876 | ↘2874 | ↘2815 |
| 2018  | 2019  | 2020  | 2021  |       |       |       |
| ↘2793 | ↘2718 | ↘2644 | ↘2624 |       |       |       |

Гендерный состав
По данным Всероссийской переписи населения 2010 года 1210 мужчин и 1614 женщин из 2824 чел.

## Состав сельского поселения
В состав сельского поселения входят 2 населённых пункта:
| № | Населённый пункт | Тип населённого пункта          | Население |
| - | ---------------- | ------------------------------- | --------- |
| 1 | Ильинка          | деревня                         | 55        |
| 2 | Малиновка        | посёлок, административный центр | ↘2769     |